# Sienna Center

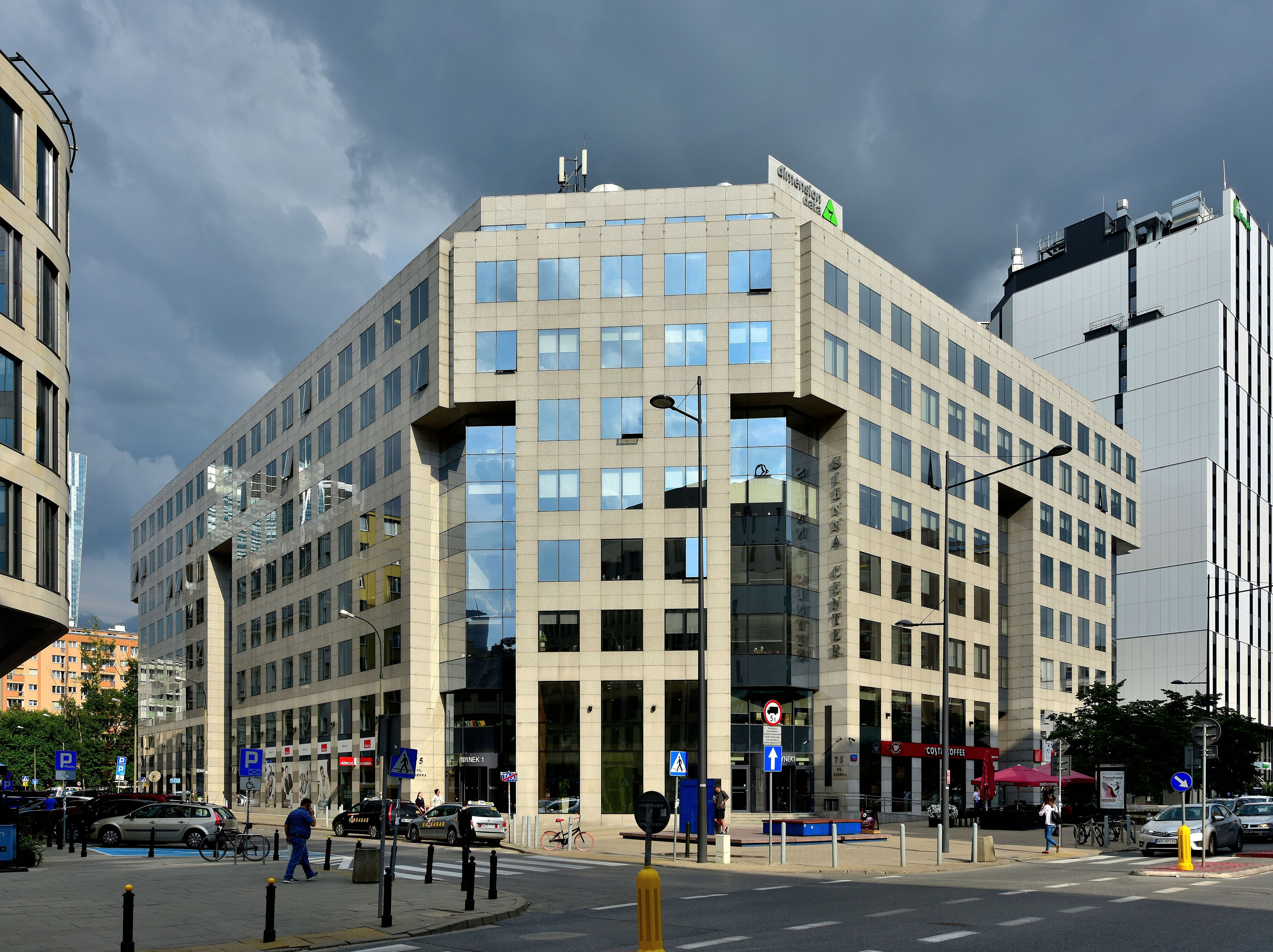
Biurowiec od strony ul. Żelaznej

Sienna Center – budynek biurowy znajdujący się przy ul. Siennej 73 w warszawskiej dzielnicy Wola. 

## Opis
Budynek został zaprojektowany przez Polsko-Belgijską Pracownię Architektury – architektów Leszka Klajnerta i Jerzego Czyża w stylu późnego modernizmu. Został oddany do użytku w 1998 roku. 
Budynek o dziewięciu kondygnacjach nadziemnych i dwóch podziemnych zajmuje północną część działki znajdującej się między ulicami: Sienną, Twardą, Złotą i Żelazną. W południowej znajduje się parking i tereny zielone obsadzone krzewami róż japońskich (Rosa rugosa). Zachowano istniejący starodrzew. 
Funkcjonalnie budynek składa się z trzech bloków o niezależnych wejściach otaczających trójkątny dziedziniec. Najwyższa kondygnacja została cofnięta w stosunku do pozostałych. Część parteru zajmują dostępne z ulicy lokale użytkowe. 
Elewacje budynku wykonane są z polerowanych płyt z jasno-szarego granitu. Uchylane na zewnątrz okna osadzone są w płaszczyźnie elewacji. Wcięte naroża budynku zostały obficie przeszklone. 
Po przeciwległej stronie ulicy Twardej, na miejscu nieczynnej obecnie szkoły podstawowej inwestor zamierzał wznieść drugi budynek biurowy. Na swój koszt rozbudował szkołę przy ulicy Miedzianej. Na razie brak informacji o dalszych losach tej inicjatywy.
W listopadzie 2009 rozpoczęto generalny remont elewacji, zakończony we wrześniu 2010 bez zmiany wyglądu budynku.